# Beuggen (Adelsgeschlecht)

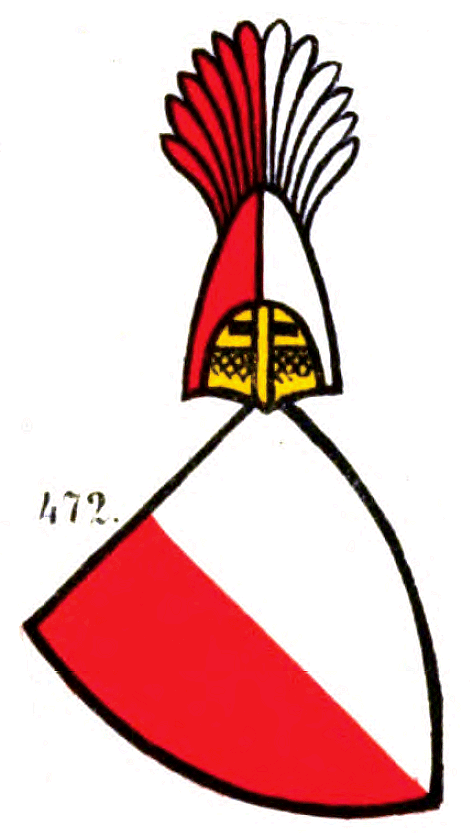
Wappen derer von Buchhain (Beuggen) in der Zürcher Wappenrolle, um 1340

Beuggen (auch Beukheim, Bükhein, Büghein, Buchein oder Beuken) ist der Name eines süddeutschen Rittergeschlechts, das seinen Sitz auf der Burg Beuggen bei Rheinfelden (Baden) hatte.

## Geschichte

### Herkunft
In einer Urkunde aus dem Jahr 1113 erscheint ein Rvodolfus de Bvocheim. Ob es sich dabei um einen Vertreter dieses Hauses handelt, ist nicht zweifelsfrei erwiesen, darf jedoch aufgrund der anderen genannten Zeugen als wahrscheinlich angenommen werden.
Das Geschlecht der Edelknechte von Beuggen stammt möglicherweise von der rheinfeldischen Familie Kehlhalder ab. Dies schließt Bader aus einer Urkunde aus dem Jahre 1218, die unter anderem vom Konstanzer Bischof Konrad II. von Tegerfelden mitgesiegelt wurde. Darin übertrug der Ritter Luthold von Bozstein dem Edelknecht Mangold Chelhalda von Rheinfelden und seinen Söhnen Johannes (Johannem) und Mangold (Mane) den Kirchensatz zu „Buckhein“ (Beuggen), den Wald Hardt und die neuen Matten als Lehen für eine Schuld von 260 Mark. Zeugen dabei waren unter anderen Waltherj Chelhalden und Waltherus de Sliegen. Letzterer ist insofern interessant, als dass es sich dabei wohl um den Schwiegervater der Anna von Nollingen handelt.
Möglich und wohl auch wahrscheinlicher ist die Abstammungstheorie, dass es sich bei den Herren von Beuggen um einen Nebenzweig oder Ministeriale der Herren von Buchheim (March) handelt. Diese Annahme stützt sich vor allem auf die Ähnlichkeit der Wappen sowie die auch bei den Herren von Beuggen häufig vorgefundene Schreibweise „Buchheim“. Möglich ist, dass es sich bei dem erwähnten Kehlhalder um einen Übernamen handelt. Nicht unwahrscheinlich ist, dass die Herren von Beuggen durch eine Heiratsverbindung mit den benachbarten Herren von Nollingen hierher kamen. So finden sich die beiden Schwestern Anna und Berchta von Nollingen, wohl die Töchter des 1248 genannten Eckard von Nollingen, als Stifter des Klosters Himmelspforte in Wyhlen. Anna, die 1303 als Witwe bezeichnet wird, war mit einem Herrn von Schliengen verheiratet und Johannes von Rheinfelden, der Gründungsabt des Klosters Himmelspforte, wird 1304 als Berthas „Blutsverwandter“ bezeichnet.

### Sitz der Familie
Beuggen war ursprünglich ein Dorf mit Kirche, Fronhof und einer Burg. Die Edelknechte von Beuggen bewohnten die gleichnamige Veste, die nicht mit dem im 13. Jahrhundert errichteten Schloss Beuggen zu verwechseln ist. Von der alten Veste Beuggen ist heute nichts mehr übrig. Einzig der Straßenname „Burstellstraße“ (hergeleitet von Burgstall) verrät den ungefähren Standort der alten Anlage, die sich auf einem Höhenzug nördlich der Deutschordenskommende befand. Vermutlich hatte das Adelsgeschlecht von Klingen dort die Lehenshoheit – wie auch in Nollingen und dem Hollwanger Hof.

## Grablege
Angehörige des Geschlechts von Beuggen fanden ihre letzte Ruhestätte in einer Kapelle bei der Pfarrkirche Nollingen. Diese hatte der Ritter Konrad der Alte von Beuggen, genannt Nollinger, 1371 zusammen mit Wittumgütern versehen, gestiftet.

## Wappen
Das Wappen der Edlen von Beuggen zeigt einen von Rot und Silber gespaltenen Schild, später mit einer roten Rose in der linken Hälfte. Auf dem Helm ein Spitzhut mit Federbusch, wie der Schild gespalten.

## Urkundliche Erwähnungen
Im Jahr 1246 kaufte Ulrich von Liebenberg den Flecken Beuggen mit Veste und Besitzungen in Nollingen und Hollwangen, welche er dem Deutschen Ritterorden als Schenkung vermachte. 1247 trat auch Ita von Klingen, geb. von Tegerfelden, ihre Besitzrechte in Beuggen dem Deutschen Ritterorden ab, woraufhin Mangold von Beukheim Einsprache einlegte. Er behauptete, dass die Burg Beuggen, die dazugehörenden Reben, Wiesen und Wälder teilweise Eigenbesitz, Lehen oder pfandweise gehörte. So wurde der spätere Deutsche König Rudolf von Habsburg zur Schlichtung des Streits zwischen Meister Gotfrid und den Deutschordensbrüdern in Elsass und Burgund und dem Mangold von Buchein wegen der „Veste Buchein sammt Zugehör“, am 17. Juni 1248 in Laufenburg gerufen, wo eine Einigung erzielt werden konnte. Dieser Rechtshandel ist zugleich die erste gesicherte urkundliche Erwähnung der Edelknechte von Beuggen. Zu diesem Geschlecht gehörte aller Wahrscheinlichkeit nach auch der am 12. September 1253 in einem Schiedsspruch zwischen der Deutschordenskommende und dem Kloster Paradies betreffend das Patronatsrecht zu Ittenhausen genannte „Gotefrido de Buchein“. Dieser Gotfried erscheint bereits am 16. März 1253 in einer Urkunde, in welcher „frater Goetfridus preceptor et fratres domus sancte Marie in Buken“ sich mit Conrad von Liebenberg vergleicht. 1259 erscheint erneut Mangold von Beuggen (Mangoldus de Biuchhein) als Zeuge in einer Urkunde des Grafen Gottfried von Habsburg-Laufenburg. Maag hält ihn demnach für einen Ministerial dessen. Danach zogen die Edelknechte von Beuggen in das nahe gelegene Nollingen, wo sie von den Herren von Rötteln den halben Fron- und Widumshof zu Lehen hatten und auch Eigengut besaßen. Mit dieser Hofhälfte war der halbe Kirchensatz, die halbe Gerichtsbarkeit, und der halbe Zwing und Bann verbunden, was ihr ausreichend Einkommen sicherte. In der, Rationarium Austriae (ca. 1287) wird mehrfach ein Mangold von Beuggen (Bukheim) erwähnt. Er hatte demzufolge auch Streubesitz bzw. Rechte in verschiedenen Ortschaften im Südschwarzwald, so in: Görwihl, Varungen (Maag vermutet, dass es sich bei dem dort genannten „Varungen“ um Birkingen handelt), Brunnadern, Hochsal, Happingen, Wehr. Des Weiteren Streubesitz in der Schweiz, im heutigen Kanton Aargau, darunter genannt sind diverse Ortschaften um dem Bözberg, wie Starnberg, Villigen, Horneschkon (wohl Hornussen).
1295 verkaufte ein Cünrat Kelhalde, Bürger zu Rheinfelden sein Gut zu Schupfart an Burckart im Steinhaus (Nollingen). Ob er zu den Herren von Beuggen gezählt werden darf ist jedoch fraglich. Seine Gattin, Margarethe wird in einer Urkunde vom 30. Mai 1299 als Witwe bezeichnet. Die Kinder aus dieser Ehe hießen: Heinrich, Jakob, Johann, Berchtolt und Burkard.
1302 erhielt Conrat von Beuggen das Reichslehen über die Ortschaft Adelhausen. Otto von Roetelen, der zu jener Zeit Burgherr auf Burg Stein in Rheinfelden war bestätigte am 19. Herbstmonat (September) 1302 den Adelhausener Leuten und deren Vogt Ritter Cuonrat von Buochein deren Rechte. Die Steuern hatten die Adelhauser auf der Burg Stein abzuliefern. Her Cunrat von Bükein, ein Ritter tritt am 4. September 1323 im Streit zwischen dem Ritter Werner dem Schaler und den Johannitern zu Neuenburg als Obmann im Streit um die Wuhr von Steinenstadt auf. Am 21. August 1333 bürgt Conrat von Beuggen für Gerwig von Tegerfelden dafür, dass sich dieser am 30. September in die Gefangenschaft des Markgrafen Rudolfs von Hachberg zu Schopfheim stellen wird.
Am 16. Juli 1327 wird nach dem Nekrolog des Stifts Beromünster einem Berchtoldus de Büchein ppos. in Rinveldon et huius ecclesie can und am 9. Oktober 1383 einer Verena de Bükein soror eius gedacht.
1351 findet sich erneut ein Mangolt von Beugen. Wieder geht es um Ansprüche, die geltend gemacht wurden, diesmal vom Kirchensatz des Ortes Wilen (Wyhlen). Ihren Anteil an dem Kirchensatz von Wyhlen und Nollingen hatte Frau Berchta von Nollingen bereits am 8. Juni 1303 zusammen mit 5 Juchart Ackerland bei Wyhlen sowie all ihrer beweglichen Habe und Liegenschaften in den beiden Orten mit Zustimmung ihres Ehegatten, dem Ritter Otto Münch von Basel, ihrem Verwandten Johannes von Rheinfelden übergeben, um damit das Kloster Himmelspforte in Wyhlen zu gründen. Beide Kirchesätze tauschte der Abt des Klosters Himmelspforte, Hermann, am 7. September 1321 mit dem Beuggener Deutschordenskomtur Peter von Stoffeln gegen andere Güter in Wyhlen, Nollingen, Schallbach, Nieder-Dossenbach, Rickenbach, Hemmicken und Ittlingen. Doch bereits am 6. Juni 1325 gingen auch diese Güter wieder an die Kommende Beuggen gegen eine jährliche Zahlung. Nun da Mangolt von Beuggen Ansprüche auf den Kirchensatz von Wyhlen erhob wurde ein Gerichtstag einberufen, wo das Kapitel von Rheinfelden vertreten durch: „Mangolt von Bukhein, Probst, Dietrich von Hirsingen, Dechant und Werner Truchsesse, Domherr“ erschien. Der Erzpriester Cunrat Schaler von Basel entschied auch in diesem Fall zu Gunsten der Deutschordenskommende.
Am 15. April 1368 versetzte der Ritter Jakob von Trostberg seinem Schwager dem Ritter Konrad von Beuggen die bei Olten gelegene Burg Hagberg.
1376 wird in einem Schuldschein des Grafen Rudolf von Kiburg für Konrad Hüller von Basel Konrad von Beuggen genannt. Darin heißt es: „…und ich Graf Otte von Thierstein als ein bürge an her Cunratz von Büghein seligen stat…“ In der gleichen Urkunde ist auch von dessen gleichnamigen Sohn die Rede der zu diesem Zeitpunkt bereits ebenfalls tod war „…ich Heinzman Zielemp an her Cuntzman von Büghein seligen stat des jungen…“ womit sich das ungefähre Todesdatum des Konrad von Beuggen ableiten lässt.
Obgleich der Feldzug gegen die Türken im Jahre 1392 kein geschichtlicher Meilenstein war bringt uns der Auszug aus der Zimmerschen Chronik einen Aufschluss über sämtliche Adelsgeschlechter aus „Schwaben“ die sich an diesem Feldzug beteiligten. Es scheint, dass dieser u. a. durch Graf Hans von Habsburg-Laufenburg organisiert wurden, denn er siegelte die Liste zusammen mit Graf Albrecht von Werdenberg, Graf Conrad von Nellenburg, Walter von der Alten Klingen und Hans von Hewen. Dabei werden unter vielen anderen „Hamman von Burken“ und sein Vetter „Herr Berchtoldt von Burken“, genannt. Henman von Beuggen begegnen wir erneut 1393 als „Jungher Henman von Büghein“, siegelte er auf Wunsch des Johannes Scheffer, genannt der Witwen Sohn von Weitbruch, dessen Urfehde an die Deutschordenskommende Beuggen wegen dessen Gefangennahme auf der „Burg Stein“. Sein Vetter starb bald darauf. Zu Bertholds letzten urkundlichen Erwähnungen zählt eine Urkunde vom 28. Oktober 1394. Dabei setzte er sich zusammen mit seinem Vetter der Edelknecht Henman von Beuggen für die Aufnahme dessen Sohnes Konrads in die Deutschordenskommende Beuggen ein.
Das Nekrolog des Klosters Fraubrunnen bei Bern gedenkt am 24. Juni eines Her Hans von Bückheim, probst zuo Rinvelden. Ob es sich dabei um den vorgenannten Henman handelt kann aufgrund einer fehlenden Jahreszahl nicht definiert werden.

## Untergang des Geschlechts
Nach dem Tod des Ritter Berthold von Beuggen beginnt unter Henman von Beuggen zu Ende des 14. Jahrhunderts der schrittweise Ausverkauf der Beuggen´schen Güter. Meist gingen diese Verkäufe an die Deutschordenskommende in Beuggen. Rudolf von Hachberg der, als Nachfolger der Herren von Rötteln, das Nollinger Gut zu eigen hatte, schenkte dies am 2. September 1400 der Deutschordenskommende Beuggen. Henmann von Beuggen, der Lehensinhaber dieses Gutes, bestätigte diese Schenkung ausgenommen der Hälfte an Zwing und Bann, der Taverne und dem kleinen Gericht. Diese Rechte trat er jedoch nur zwei Tage für 200 Gulden ebenfalls an die Deutschordenskommende ab. Ausgenommen von diesem Verkauf waren. Damit war die Existenzgrundlage für dessen Sohn Konrad verloren, der als Ordensbruder in der Deutschordenskommende Beuggen sein Lebensabend verbrachte.
Am Ende war wie es scheint Henman von Beuggen völlig verarmt. Nach dem Tod seines Vetters Berthold geriet er mit der Witwe, Else Rot, in Streit wegen des Erbes. Neben einigen Rechten, stritt um Kleinigkeiten wie eine Armbrust, einen halben Kessel, ein Seil, zwei Handbüchsen (Gewehre), einen Tisch, zwei Eisenschaufeln „und ander viel kleiner Stückelin“, was zeigt, dass von dem einzigen Glanz nicht viel übrig geblieben war. Am 1. Februar 1398 wurde schließlich ein Vergleich zwischen den Parteien erzielt.
Nach dem Tod des Klosterbruder Konrad erlosch das Geschlecht derer von Beuggen im Mannesstamm.